# Erich Eggeling
Erich Eggeling (* 24. September 1902 in Braunschweig; † 1984) war ein deutscher Journalist.

## Leben
Eggeling war Sohn des Versicherungskaufmanns Ernst Eggeling und der Hedwig Eggeling, geb. Heindorf. Nach kaufmännischer Tätigkeit war er von 1929 bis 1933 bei der Tageszeitung des Jungdeutschen Ordens Der Jungdeutsche als Journalist tätig. Von 1933 bis 1944 schrieb er für die Deutsche Allgemeine Zeitung. Ab 1946 war er für den Deutschen Pressedienst bzw. die Deutsche Presse-Agentur tätig, dort ab 1949 Leiter der Inlandsredaktion, später Chef des aktuellen Nachrichtendienstes und stellvertretender Chefredakteur sowie von 1959 bis 1967 Chefredakteur.

## Ehrungen
- 1967: Großes Verdienstkreuz der Bundesrepublik Deutschland